# Doktor Vera
Doktor Vera (Доктор Вера) è un film del 1967 diretto da Damir Alekseevič Vjatič-Berežnych.